# Невалённый, Александр Николаевич
Александр Николаевич Невалённый — ректор Астраханского государственного технического университета, доктор биологических наук, профессор.

## Биография
Окончил с отличием в 1981 г. Астраханский технический институт рыбной промышленности и хозяйства, в 1987 г. защитил кандидатскую диссертацию, в 1996 г. — диссертацию на соискание ученой степени доктора биологических наук.
Невалённый — ученый в области физиологии водных организмов и экологии Каспия. Создал в Астрахани научную школу физиологов рыб, на протяжении более двадцати лет[уточнить] возглавляет научно-исследовательскую лабораторию «Физиология пищеварения рыб». Под его руководством защищено семь кандидатских и три докторские диссертации. Автор более 150 научных работ, в том числе, монографий и учебников.
С 1999 года Невалённый — руководитель профильного подразделения университета — Института рыбного хозяйства, биологии и природопользования. В 2013 году был избран ректором.

## Награды
Награждён медалью ордена «За заслуги перед Отечеством» II степени, медалью «За заслуги в развитии рыбного хозяйства России» I степени. В 2020 году в соответствии с Указом Президента РФ присвоено звание «Заслуженный работник рыбного хозяйства Российской Федерации».